# ناتان پاچکو
ناتان پاچکو (به انگلیسی: Nathan Pacheco) (زاده ۱۹۸۰ میلادی - واشینگتن دی.سی.) خواننده و نوازنده گیتار و پیانو است. وی اصالت برزیلی داشته و یکی از خوانندگان کنسرت صداهای یانی بوده‌است.

## زندگی‌نامه
بعد از گذراندن دوران جوانی در ویرجینیای شمالی و اتمام تحصیل در دبیرستان آکتون، پاچکو دورهٔ موسیقی را در دانشگاه بریگم‌یانگ گذرانید و سپس تحصیلاتش در رشتهٔ فرهنگ‌ها و زبان‌ها را در آمریکای جنوبی و اروپا ادامه داد. پاچکو بیش از دو سال را به عنوان مبلغ مذهبی کلیسای عیسی مسیح قدیسان آخرالزمان (مورمون‌ها) در برزیل سپری کرد و چنان در تحت تأثیر فرهنگ این کشور قرار گرفت که از این فرهنگ در موسیقی خود نیز الهام گرفته و بهره‌مند شد. او سرانجام پس از ترک برزیل، حرفهٔ موسیقی را با اجرای آثار کلاسیک و برخی آهنگ‌های برگرفته از فرهنگ برزیل شروع کرد.
او مدتی را نیز در ایتالیا گذراند و این مدت را به فرا گرفتن زبان‌های مختلف مشغول گردید و در همین حین به همراه جشنوارهٔ اپرای لوکا به اجرای برنامه پرداخت. در تمام این مدت که در کشورهای مختلف به اجرای موسیقی مشغول بود، دست از یادگیری زبان نیز برنداشت. نتیجهٔ این تلاش‌ها توانایی او در صحبت کردن و آهنگسازی به زبان‌های انگلیسی، پرتغالی، ایتالیایی و اسپانیایی است.

## فعالیت‌های حرفه‌ای
بعد از آزمون صدایی که «ریک ویک» از او گرفت، نهایتاً توسط او به «یانی» معرفی شد. پاچکو شروع به اضافه کردن شعر و موسیقی‌های اضافه به معروف‌ترین آثار یانی از جمله «آداجیو»، «پیشکش»، «همچون یک نجوا»، «افسون»، «میعادهای پنهانی» و «در آینه» کرد. بعد از اتمام ضبط کارها با یانی، پاچکو با اجرا در دو برنامهٔ ویژه در تلویزیون PBS که در بین سال‌های ۲۰۰۸ تا ۲۰۱۰ به‌طور سراسری پخش می‌شد، توجهات فراوانی را به خود جلب کرد. پاچکو سپس به یانی پیوست و او را در کنسرت ۱۰۰ روزه در آمریکای لاتین، کانادا و ایالات متحده همراهی کرد. او دو بار اجراکنندهٔ موسیقی در پخش سراسری Disney Parks Christmas Day Parade از شبکهٔ ABC بوده، یک بار در سال ۲۰۱۰ به همراه یانی و یک بار در سال ۲۰۱۱ به همراه کاترین جنکینز.
در سال ۲۰۰۹ پاچکو به کالیفرنیای جنوبی نقل مکان کرد تا قرارداد خود را با Disney Pearl Series امضا کند و از آن زمان شروع به کار بر روی اولین آلبوم موسیقی مستقل خود کرد. پاچکو با آهنگسازان بسیاری تحت نظارت آهنگساز و تهیه‌کننده Leo - Z همکاری کرده (از جمله آندره بوچلی و جاش گروبان). پاچکو برای کار بر روی اولین آلبوم خود، آهنگ‌هایش را همراه با ارکستر فیلارمونیک لندن در استودیوی Air Studios ضبط کرد.
در سال ۲۰۱۱، پاچکو آهنگ اپرای «بیا در مورد من صحبت کنیم» را برای فیلم The Muppets آهنگسازی کرد و آن را در جشنوارهٔ Magnificent Mile Lights شیکاگو و Thanksgiving Parade فیلادلفیا اجرا کرد. او همچنین در مِی ۲۰۱۱، در سفارت بریتانیا در واشینگتن‌دی‌سی در مراسمی که برای بزرگداشت سربازان بریتانیایی و آمریکایی برگزار شده بود نیز در حضور شاهزاده چارلز به اجرای برنامه پرداخت.
در سال ۲۰۱۲، پاچکو به همراهی کاترین جنکینز و ارکستر سمفونیک ملی پرداخت و به عنوان مهمان ویژه در تور ۲۸ روزه در بریتانیا در ژانویه و فوریه حاضر شد. در ماه مارس او در جلوی موزه واشینگتن‌دی‌سی به عنوان بخشی از مراسم صدسالگی جشنواره شکوفه‌های گیلاس برنامه اجرا کرد. در ۱۱ اوت ۲۰۱۲ برنامه «معرفی نِیتن پاچکو» در شبکه تلویزیونی PBS شروع به پخش کرد. پاچکو در ۱۸ سپتامبر ۲۰۱۲ اولین آلبوم مستقلش که همنام با نام خودِ او است را منتشر نمود. از همان زمان اولین تور کنسرت خود را در نوامبر ۲۰۱۲ با اجراهایی در شیکاگو، هاتفورد، فورت لادردیل، سن‌دیگو، سالت‌لیک‌سیتی و واشینگتن دی‌سی شرع کرد. در ۲۴ ژوئیه ۲۰۱۳ برنامه‌ای را با گروه کُر Mormon Tabernacle اجرا نمود.
پاچکو یکی از اعضای کلیسای عیسی مسیح قدیسان آخرالزمان است و قبل از رفتن به دانشگاه بریگم‌یانگ به مدت دو سال در بین سال‌های ۱۹۹۹ و ۲۰۰۱ به عنوان مبلغ مذهبی در برزیل فعالیت می‌کرد.
در سال ۲۰۱۷، پاچکو یک آلبوم موسیقی مذهبی به نام Higher (بالاتر) را منتشر کرد.
پاچکو و همسرش کیتی، دارای سه فرزند، دو پسر و یک دختر هستند.

## تک آهنگ‌ها
- "O Holy Night" به‌همراه کلوئه (۲۰۰۹)
- "O Holy Night" به‌همراه کاترین جنکینز (۲۰۱۱)
- "Questa O Quella" (۲۰۱۴)
- "The Prayer" به‌همراه دیوید آرچولتا (۲۰۱۵)